# Frankenia cordata
Frankenia cordata är en frankeniaväxtart som beskrevs av John McConnell Black. Frankenia cordata ingår i släktet frankenior, och familjen frankeniaväxter. Inga underarter finns listade i Catalogue of Life.